# Калиниченко Олександр Анатолійович
Олекса́ндр Анато́лійович Калиниче́нко (18 травня 1966, м. Фастів, Київська область — після 30 листопада 2023) — радянський та український весляр-каноїст, виступав за збірні СРСР та України у другій половині 1980-х — першій половині 1990-х років. Срібний та бронзовий призер чемпіонатів світу, дворазовий чемпіон Радянського Союзу, переможець багатьох регат республіканського та всесоюзного значення. На змаганнях представляв спортивне товариство «Локомотив», майстер спорту міжнародного класу.
З 2022 року учасник російсько-української війни, у ході якої і загинув.

## Біографія
Олександр Калинченко народився 18 травня 1966 року у місті Фастові Київської області Української РСР. Активно займатися веслуванням почав у ранньому дитинстві за прикладом старшого брата Сергія, який добивався деяких успіхів на юніорському рівні, зокрема 1979 року ставав чемпіоном Європи серед юніорів у каное-сімках. Проходив підготовку під керівництвом тренера Валентина Миколайовича Бузінова на місцевій гребній базі добровільного спортивного товариства Локомотив, розташованої на річці Унава.
Першого серйозного успіху на міжнародному рівні досяг у 1983 році, коли повторив досягнення брата чотирирічної давності — став чемпіоном Європи серед юніорів у заліку каное-сімок. Через рік побував на міжнародній регаті в англійському Ноттінгемі і в парі з москвичем Олексієм Жуковим виграв бронзову медаль у двійках на дистанції 1000 метрів. 1985 року у складі збірної УРСР завоював золото на командному чемпіонаті країни в естафеті 4×500 метрів, пізніше посів восьме місце на Меморіалі Юлії Рябчинської в індивідуальній кілометровій програмі, тоді як на особистій першості СРСР на десяти кілометрах отримав бронзу.
Сезон 1986 року Калиниченко розпочав з потрапляння в число призерів кілометрових та десятикілометрових перегонів на вперше проведеному зимовому чемпіонаті Радянського Союзу, що пройшов на Гальському водосховищі в Абхазії. У квітні на Кубку СРСР в Одесі здобув перемогу одразу в трьох дисциплінах: був найкращим поодинці на п'ятистах метрах, а також разом з новим партнером Віктором Ренейським з Білорусії здолав усіх суперників у двійках на п'ятсот і тисяча метрів. На Меморіалі Юлії Рябчинській, що відбувся на гребному каналі в Крилатському і водночас вважався національною першістю, вони з Ренейським перемогли у двійках на тисячі метрах.
Завдяки низці вдалих виступів Олександр Калиниченко і Віктор Ренейський удостоїлися права захищати честь країни на чемпіонаті світу в канадському Монреалі, де завоювали срібну медаль у заліку двомісних байдарок на дистанції 500 метрів, поступившись у фіналі лише угорському екіпажу Яноша Шаруші Кіша і Іштвана Вашкуті. Також вони стартували на дистанції 1000 метрів, але тут у вирішальному заїзді фінішували лише дев'ятими.
Незважаючи на позитивні результати, у наступних сезонах дует з Ренейським розпався, той почав виступати в парі з молдаванином Миколою Журавським і незабаром на Олімпійських іграх у Сеулі добився разом із ним звання дворазового олімпійського чемпіона. Калініченко, у свою чергу, 1987 року здобув перемогу на всесоюзній першості поодинці на дистанції 10000 метрів, проте на великих міжнародних регатах уже не виступав. За видатні спортивні досягнення удостоєний почесного звання Майстер спорту СРСР міжнародного класу.
Після розпаду СРСР протягом деякого часу виступав за збірну України, що відокремилася. Так, представляв країну на чемпіонаті світу 1993 року в Копенгагені, де у складі чотиримісного каное, куди увійшли також веслярі Віктор Добротворський, Сергій Осадчий та Андрій Балабанов, виграв на кілометровій дистанції бронзову медаль, програвши у фіналі екіпажам з Угорщини та Росії.
Завершивши кар'єру професійного спортсмена, виступав на різних ветеранських та аматорських змаганнях. Так, у 2010 році виступив на чемпіонаті світу з драгонботу в угорському Сегеді, де у віковій категорії 40+ став срібним призером на дистанції 200 метрів та бронзовим призером на дистанції 2000 метрів.
З початком повномасштабного вторгнення Росії 12 березня 2022 року Олександр добровольцем пішов до Збройних сил України, брав участь у обороні Києва та боях за Бахмут. 31 травня 2023 року був нагороджений медаллю «За оборону Бахмута». Після контузії 4 січня 2023 року продовжив службу, боронив Україну на Куп'янському напрямку, а з листопада 2023 року — на Запорізькому. 30 листопада 2023 року, після виходу на бойове завдання, Калиниченко перестав виходити на зв'язок. Відтоді вважався зниклим безвісти. Понад півтора року тривали пошуки через офіційні й волонтерські канали і у травні 2025 року підтвердилася його загибель.